# Tápióbicske
Tápióbicske är en ort i Ungern.   Den ligger i provinsen Pest, i den centrala delen av landet, 50 km öster om huvudstaden Budapest. Tápióbicske ligger 113 meter över havet och antalet invånare är 3 514.
Terrängen runt Tápióbicske är platt. Runt Tápióbicske är det ganska tätbefolkat, med 78 invånare per kvadratkilometer. Närmaste större samhälle är Nagykáta, 7,4 km nordost om Tápióbicske. Omgivningarna runt Tápióbicske är en mosaik av jordbruksmark och naturlig växtlighet.